# Me tengo que casar/Papá soltero
Me tengo que casar/Papá soltero es una película de comedia mexicana de 1995 dirigida por Manuel García Muñoz. Esta película forma parte de la serie de televisión Papá soltero, que finalizó al año siguiente. La historia de la película es alternativa, ya que su final es muy distinto al de dicha serie.

## Argumento
Todo comienza cuando Don Braulio Valladares, un hombre rico y poderoso, soborna a César para que él haga que la hija de Don Braulio sea la ganadora de un concurso de belleza que él está produciendo, César no acepta y por lo tanto se ve amenazado por este sujeto, al mismo tiempo César sale con Claudia, una mujer maravillosa con quien tiene deseos de casarse.
Mientras tanto Alejandra checa los últimos detalles para su boda con Ricardo Núñez, supuestamente venido de buena familia pero resultó ser un bailarín, Alejandra lo descubre cuando sus amigas la llevan a una despedida de soltera, Alejandra queda deprimida pero se recupera fácilmente.
Miguel sale con una chava llamada Mirna, con quien al parecer tuvo relaciones y quedó embarazada, Miguel se ve obligado a casarse con ella pero César no queda muy convencido de la situación y pide a la mamá de Mirna que muestre las pruebas de que ella esté realmente embarazada, Mirna confiesa la verdad, solo era un truco para sacarle dinero a Miguel.
César se da cuenta de que ha fallado como padre al ver la situación en la que se encontraban sus hijos y al mismo tiempo sigue recibiendo amenazas de Don Braulio para hacer que su hija gane el concurso, y para evitar más problemas, termina su relación con Claudia.
Mientras tanto Juan ve a una mujer hermosa y se la encuentra por todas partes, esta mujer se llama Coral, Juan se la encuentra en un bar y al mismo tiempo llega César y Coral queda enamorada de él, Juan pensó que al que andaba siguiendo era a él, César y Coral bailan en el bar y llega Claudia pensando que César la engaña, pero sus problemas se complican más ya que Coral resultó ser la hija de Don Braulio y ahora César no sabe como quitársela de encima, para aclarar sus dudas se va a Acapulco con Juan con los gastos que había hecho para la boda de Alejandra y después la de Miguel.
Mientras tanto Césarin tiene dudas acerca de su sexo, todos lo creen muy chico para saber del tema, compra revistas y películas de caballeros para aprender pero no puede verlas porque es casi descubierto por todos, Miguel y Alejandra lo descubren y le dicen que no tiene nada de malo saber sobre su sexo pero es un tema que debe de hablar con su Papá, Césarin se encuentra en la calle con Bambi, una chava muy guapa a quien ayuda a reparar su coche, para agradecerle lo invita a su casa, Césarin trata de tener relaciones con ella pero no lo hacen, Bambi le dice que el sexo es algo maravilloso solo si hay amor en la pareja, ella lo aprendió tarde ya que tiene un hijo y el padre del niño la abandono, Césarin aprende una lección importante de esto y al ver en que situación estaba Bambi le propone que se case con él, ella no acepta pero sabe que él es un chico maravilloso ya que también trato de sacarle dinero como Mirna la exnovia de Miguel, Bambi también aprendió a no utilizar a la gente para sacarle algo de valor.
César continúa siendo acosado por Coral ya que insiste en estar enamorada de él, pero César no deja de pensar en Claudia ya que le llama a cada rato pero ella no le contesta, Coral agarra a César desprevenido y lo besa, un reportero les tomó fotos y público que Coral y César se habían casado, Miguel, Alejandra y Césarin ven la publicación y van de inmediato a Acapulco para saber acerca de la situación, pero al mismo tiempo también va Claudia para darle una sorpresa a César, cuando Juan la ve llegar empieza a distraerla, Juan y Claudia se encuentran con Miguel, Alejandra y Césarin, Claudia ve la publicación y le exige a César un a explicación, el insiste en que no tiene nada que ver con Coral incluso delante de todos César le pide matrimonio a Claudia, pero llega Don Braulio y obliga a César a casarse con Coral.
César realiza un plan para no casarse con Coral, llega Claudia con vestido de novia pero también Coral, es ahí cuando César sale huyendo de la iglesia junto con sus hijos y son perseguidos por Don Braulio a balazos. La película termina con un ¨Continuara¨ pero nunca hubo una segunda parte, pues no paso de la fase de planificación, así que la historia quedó inconclusa.-

## Reparto
- César Costa - Don César Costa
- Luis Mario Quiroz - Cesarín/César Costa hijo
- Edith Márquez - Alejandra Costa
- Gerardo Quiroz - Miguel Costa
- José Luis Cordero - Pocholo
- Aurora Alonso - Gumara
- Octavio Galindo - Juan
- Lourdes Munguía - Claudia
- Sergio Ramos "El Comanche" - Don Braulio Valladares
- María de Souza - Coral Valladares
- Gabriela Platas - Mirna
- Margarita Isabel - Mamá de Mirna
- Darío T. Pie - Ricardo Núñez
- Lorena Rojas - Bambi
- Julio Monterde - Empleado del jefe de César
- Jaqueline Voltaire - Diseñadora